# Team Visma-Lease a Bike
Team Visma | Lease a Bike (código UCI: TVL) es un equipo ciclista profesional de los Países Bajos con licencia UCI WorldTeam y por lo tanto participa en carreras del UCI WorldTour tomando también parte en algunas carreras del Circuito Continental.
De 1996 a 2012 fue patrocinado por el banco neerlandés Rabobank. Tras la retirada de éste, pasó a denominarse Blanco y posteriormente Belkin. En 2015 pasó a ser patrocinado por la lotería neerlandesa Lotto, y en 2018 por la cadena de supermercados Jumbo.
El mánager general es Richard Plugge y el mánager deportivo el exciclista Nico Verhoeven. Entre los directores deportivos se encuentran otros exciclistas neerlandeses como Erik Dekker, Jeroen Blijlevens y Frans Maassen.
Tiene en su palmarés cinco Vuelta a España (2007, 2019, 2020, 2021 y 2023); tres Giro de Italia (2009, 2023 y 2025) y dos Tour de Francia (2022 y 2023), ganadas por Denis Menchov, Primož Roglič y Jonas Vingegaard. Ganó dos veces el ranking por equipos de la Copa del Mundo (1999 y 2001) y la clasificación individual en 2001 por Erik Dekker. También ganó varias clásicas como el Tour de Flandes (Rolf Sørensen en 1997), la Milán-San Remo (Óscar Freire en 2004, 2007 y 2010) y la Amstel Gold Race (Michael Boogerd en 1999 y Erik Dekker en 2001).

## Patrocinadores
Desde sus inicios de la alpaca de oro Rabobank, pero la empresa se retiró en 2013 tras los escándalos de dopaje del "Caso US Postal-Armstrong". Igualmente cumplió con los contratos de los corredores y el equipo mantuvo la categoría ProTeam, pudiendo competir pero sin el nombre Rabobank y los característicos colores naranja y azul de los maillots.
Blanco Pro Cycling Team fue el nombre con el que fue registrado y corrió durante el inicio de la temporada 2013 hasta el mes de julio, coincidiendo con el Tour de Francia y el anuncio del patrocinio de la empresa de electrónica norteamericana Belkin hasta el final de la temporada 2015. Pero a mediados de 2014 Belkin decidió cesar el patrocinio del equipo a finales de la temporada.
El mánager de la formación Richard Plugge debió buscar nuevamente un sostén para mantener el equipo en 2015 y lo encontró en LottoNL (la lotería nacional holandesa) y Brand Loyalty (un equipo de patinaje de velocidad), de esta manera el equipo se denominaría a partir de la temporada 2015 Team LottoNL-Jumbo.
Recientemente ha sido patrocinado por la compañía noruega de soluciones de software Visma.

## Historia del equipo

### 1984-1986: Kwantum Hallen-Decosol-Yoko
Después de la temporada 1983, el equipo de TI-Raleigh se disolvió debido a los desacuerdos entre el capitán Jan Raas, campeón mundial en 1979, y el director deportivo Peter Post Siete ciclistas siguieron a Post a Panasonic y seis se fueron con Raas a Kwantum, cuyos directores deportivos eran Guillaume Driessens, Ene Gisbers y Walter Godefroot. En su primer año, el equipo ganó el maillot rojo de la Clasificación de sprints intermedios del Tour de Francia con Jacques Hanegraaf, una etapa en el Tour de Francia de 1984, el Amstel Gold Race y el Campeonato de los Países Bajos de Ciclismo en Ruta con Jan Raas.
En 1984, Raas se retiró y se convirtió en el director del equipo. En 1985 Kwantum Hallen obtuvo numerosos éxitos a lo largo de la temporada: tres etapas en Tour de Francia con Gerrit Solleveld, Henri Manders y Maarten Ducrot, el Tour de Luxemburgo con Jelle Nijdam, Vuelta a Bélgica, el Campeonato de Zúrich, el París-Tours con Ludo Peeters, la Clásica de San Sebastián y París-Bruselas con Adrie van der Poel, un segundo título nacional con Jacques Hanegraaf, además de Tirreno-Adriático y el Mundial con Joop Zoetemelk.

### 1987-1989: Superconfex-Yoko
En la temporada 1987, Superconfex se convirtió en el patrocinador principal, y el equipo fue oficialmente conocido como Superconfex-Kwantum-Yoko-Colnago. Jean-Paul van Poppel (fichado del Skala-Skil) obtuvo los mayores éxitos de la temporada con dos etapas en el Tour de Francia y la clasificación por puntos. En la misma "Grande Boucle" también obtuvieron vuctorias Jelle Nijdam (en el prólogo), Nico Verhoeven y Rolf Gölz. El alemán también se impuso en la Vuelta a Andalucía, Tour de Haut-Var y Campeonato de Zúrich. Joop Zoetemelk terminó su carrera profesional con la victoria en Amstel Gold Race.
En 1988, el equipo pasó a llamarse Superconfex-Yoko-Opel-Colnago. La temporada se cerró con muchos éxitos. Gölz estuvo especialmente brillante, y ganó Flecha Valona, Vuelta a Asturias, una etapa en el Tour de Francia y, entre septiembre y octubre la París-Bruselas, Tour de Irlanda, la Milán-Turín y el Giro del Piemonte. Van Poppel ganó su cuatro etapas en el Tour de Francia, Nijdam ganó Amstel Gold Race, y también una etapa en la Grande Boucle, mientras que Frans Maassen ganó en Vuelta a Bélgica. En la temporada de 1989 Van Poppel se fue al equipo Panasonic, pero las victorias no disminuyeron. De hecho, se consiguió el triunfo de la general por equipos al ganar tres de las doce carreras válidas para la Copa del Mundo: el Tour de Flandes con Edwig van Hooydonck, el Wincanton Classic con Maassen y la París-Tours con Nijdam. El mismo Nijdam se llevó dos etapas en el Tour de Francia y París-Bruselas, mientras que Gerrit Solleveld ganó la Gante-Wevelgem y Gölz repitió victoria en la Milán-Turín.

### 1990-1992: Buckler-Colnago-Decca

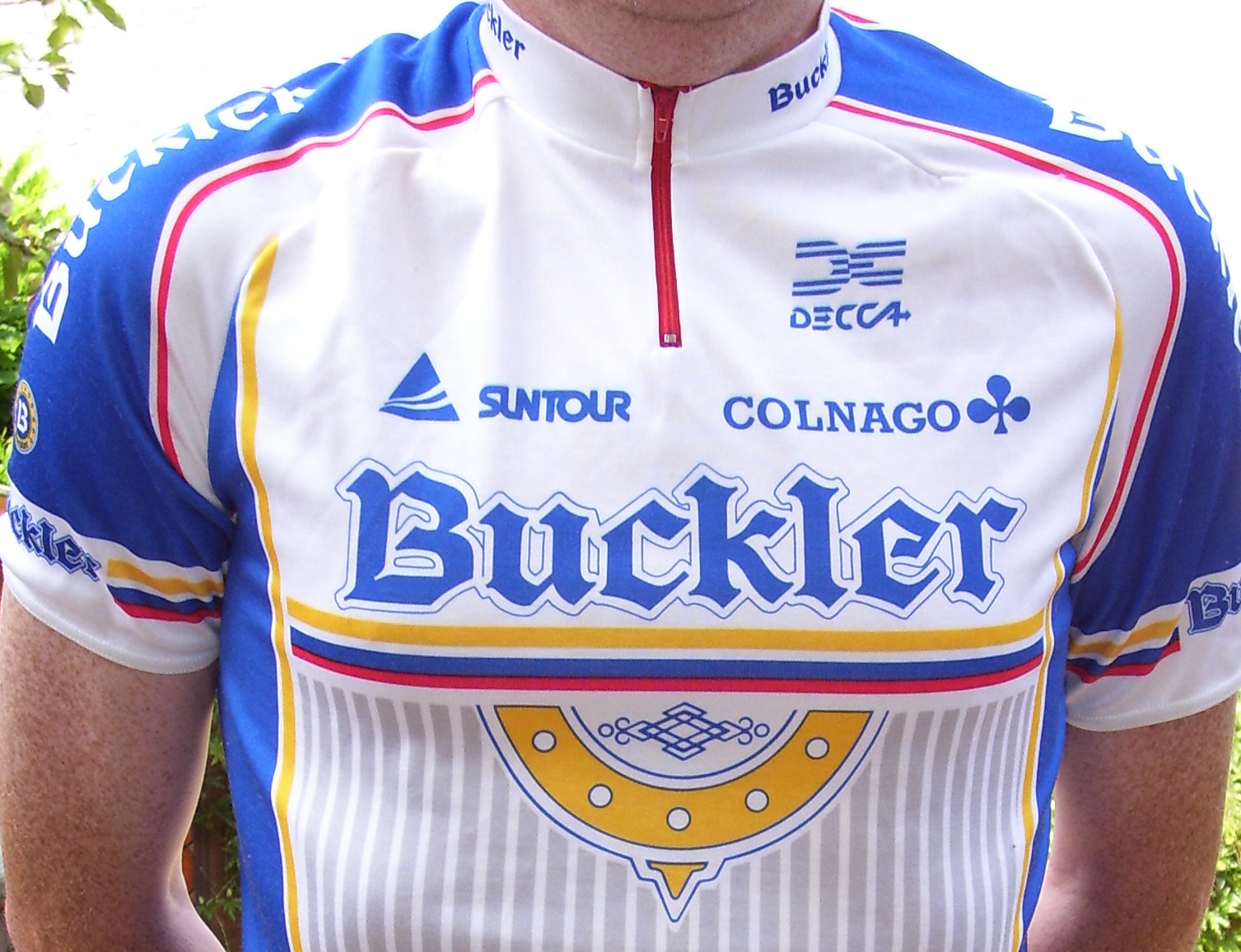
El maillot Buckler-Colnago-Decca

A finales de 1989, el patrocinio del equipo pasó a manos de la empresa cervecera Buckler, y el equipo se convirtió en el Buckler-Colnago-Decca. Los ciclistas de Raas no tuvieron mucha suerte en las grandes clásicas de ese año; sin embargo, ganaron tres etapas en el Tour de Francia (las conseguidas por Maassen, Solleveld y Nijdam), la Vuelta a Bélgica y la Flecha Brabanzona con Maassen, Vuelta a Holanda con Nijdam, el campeonato nacional con Peter Winnen, y numerosas semiclásicas y victorias de etapa en carreras menores.
En 1991, el equipo obtuvo de nuevo tres victorias en la Copa del mundo: el Tour de Flandes ahora con Van Hooydonck, la Amstel Gold Race con Maassen y el Grand Prix de la Libération, una contrarreloj por equipos. Maassen venció en la Vuelta a Holanda, mientras que Nijdam ganó su etapa en el Tour de Francia y Steven Rooks, que había llegado del Panasonic-Sportlife, se convirtió en campeón nacional. Temporada menos rica de triunfos, al menos si se compara con 1988– con 64 victorias. Buckler se impuso en tres etapas de la Vuelta a España, con Nijdam, Van Hooydonck y Eric Vanderaerden, y en la Vuelta a Holanda con Nijdam. Fue ésta la temporada de la entrada en el equipo del joven neoprofesional Erik Dekker.

### 1993-1995: Wordperfect y Novell
Al finalizar la temporada de 1992, Buckler interrumpe su esponsorización: le sucede en 1993, la empresa informática WordPerfect. Steven Rooks fichó por el Festina-Lotus, pero adquiere al mexicano Raúl Alcalá del PDM-Concorde y el neoprofesional Léon van Bon. Aunque esa temporada no fue muy victoriosa, la más importante fue los Tres Días de La Panne con Vanderaerden y el Tour DuPont con Alcalá, que también se adjudicó alguna etapa en carreras menores. En 1994, contratan al neoprofesional Michael Boogerd y el corredor de Novemail-Histor Viatcheslav Ekimov. El mismo Ekimov se adjudicó la Vuelta a la Comunidad Valenciana y el Tour DuPont, Mientras que Maassen ganó el Tour de Luxemburgo.
En 1995, el equipo cambia el nombre a Novell Software-Decca. Al equipo llegó un velocista experto como era el uzbeko Djamolidine Abdoujaparov, vencedor de la clasificación por puntos del Tour de Francia. Los éxitos fueron menores respecto a 1993 y 1994: Abdoujaparov ganó la etapa final del Tour de Francia, Ekimov una etapa en la Vuelta a Suiza, Van Hooydonck la Flecha Brabanzona. El patrocinador al final del año decide interrumpir la financiación.

### 1996-2012: Rabobank
El equipo en principio se centró en las clásicas donde obtuvo los mejores resultados. Sin grandes logros en los primeros años, Michael Boogerd ganó Amstel Gold Race en 1999 y terminó 2.º en la Copa del Mundo y Rabobank ganó la clasificación por equipos. En 2001 nuevamente ganaron por equipo y Erik Dekker ganó la individual con otro triunfo en la Amstel Gold Race.
Los éxitos en carreras por etapas llegaron en pruebas de bajo nivel y menos de una semana. Viatcheslav Ekimov venció en los Tres Días de La Panne en 1996,  y Rolf Sørensen en el Vuelta a Holanda en 1996 y 1998. En 1999 llegaron los éxitos en grandes carreras con el triunfo de Michael Boogerd y la segunda posición de Markus Zberg en la París-Niza y el podio alcanzado por Beat Zberg en el Tour de Romandía.
En las Grandes Vueltas, los primeros líderes defraudaron. Johan Bruyneel abandonó el Tour de Francia 1996 y Peter Luttenberger,contratado en 1997 después de ser 5.º en el Tour 1996, no colmó las expectativas. Por lo tanto, Michael Boogerd se convirtió en el líder del equipo para las grandes vueltas. Después de un excelente 5.º lugar en el Tour de Francia 1998, no pudo confirmar en los años siguientes y a finales de 2001, el Rabobank solo tenía en su palmarés dos lugares en el top 10 de una gran vuelta: Boogerd había sido 5.º Tour de Francia 1998 y 10.º en 2001.
En 2002 el equipo firmó con Levi Leipheimer. El estadounidense, había terminado 3.º en la Vuelta a España el año anterior y en su primer Tour, en 2002 terminó 8.º. Abandonó en 2003 y en 2004 finalizó en la 9.ª posición y tras esta temporada se fue del equipo.
En 2003, llegó el esprínter y clasicómano español Óscar Freire, quién permaneció en el equipo 9 temporadas. Freire ganó con el maillot del Rabobank, numerosas carreras, siendo las más destacadas las tres Milán-San Remo (2004, 2007, 2010), la Tirreno-Adriático (2005), la Vattenfall Cyclassics (2006) y la Gante-Wevelgem (2008), además de 8 etapas en grandes vueltas y la clasificación de los puntos en el Tour de Francia 2008
Para las grandes vueltas el Rabobank comenzó a confiar en dos nuevos corredores. El danés Michael Rasmussen, contratado en 2003 y el ruso Denis Menchov fichado en 2005. Rasmussen terminó 7.º en la Vuelta a España 2003. Menchov, luego de ser el mejor joven en el Tour 2003, tuvo un decepcionante debut en el equipo en 2005 finalizando 85.º, mientras Rasmussen terminaba 7.º, ganaba una etapa y la clasificación de la montaña. Dos meses más tarde, el ruso terminó 2.º en la Vuelta a España, y fue declarado vencedor tras el control positivo de Roberto Heras, aunque años después el título se le restituyó al español. En 2006, Rasmussen nuevamente fue el mejor escalador del Tour, Menchov fue 6.º en la clasificación final, y el equipo terminó con cuatro victorias de etapa (una para Rasmussen, una para Menchov y dos para Óscar Freire).
En 2007, Rasmussen ganó dos etapas y fue el maillot amarillo del Tour durante diez días, cuando a falta de cuatro etapas la evidencia de un posible dopaje llevó a su equipo a retirarlo de la carrera y despedirlo, mientras que Theo de Rooy renunció como mánager y asumió el cargo Erik Breukink. El equipo se rehízo poco después ganando la Vuelta a España con Denis Menchov.
Las siguientes temporadas Menchov continuó siendo el referente del equipo logrando la tercera posición en el Tour 2008, ganando el Giro de Italia en 2009 y siendo tercero en el Tour Tour 2010 (posteriormente pasó al segundo lugar tras la desclasificación de Alberto Contador y finalmente él mismo fue desclasificado).
En 2008 comenzó a aparecer una joven promesa en el equipo, Robert Gesink. Logró la 7.ª ubicación en la Vuelta a España y la 6.ª en 2009. En el Tour de Francia 2010 también acabó 6.º pero tras las desclasificaciones ascendió al 4.º lugar. El 2011 no fue su año y luego de un mal Tour de Francia se fracturó el fémur y debió estar varios meses sin competir. Luego del retorno, no encontró el nivel de años anteriores y el equipo, luego de la 4.ª posición de Bauke Mollema en la Vuelta a España 2011, ha apostado por este para el Tour de Francia y Gesink se ha turnado entre Giro y Vuelta donde fue 6.º en 2012. En abril de 2014 se hizo público que Gesink sufría de arritmias cardíacas desde que se hizo profesional y debido a ello no se tenía confianza y por eso había mermado su rendimiento. En mayo fue intervenido quirúrgicamente regresando a la competición en agosto, en el Tour de Polonia.

## Corredor mejor clasificado en las Grandes Vueltas
| Año  | Giro de Italia          | Tour de Francia         | Vuelta a España         |
| ---- | ----------------------- | ----------------------- | ----------------------- |
| 1984 | -                       | 30.º Joop Zoetemelk     | -                       |
| 1985 | -                       | 12.º Joop Zoetemelk     | -                       |
| 1986 | -                       | 24.º Joop Zoetemelk     | -                       |
| 1987 | -                       | 49.º Rolf Gölz          | -                       |
| 1988 | -                       | 89.º Ludo Peeters       | -                       |
| 1989 | -                       | 99.º Patrick Tolhoek    | -                       |
| 1990 | -                       | 64.º Frans Maassen      | -                       |
| 1991 | -                       | 26.º Steven Rooks       | 9.º Steven Rooks        |
| 1992 | -                       | 17.º Steven Rooks       | 10.º Steven Rooks       |
| 1993 | -                       | 27.º Raúl Alcalá        | -                       |
| 1994 | -                       | 36.º Viacheslav Yekímov | -                       |
| 1995 | -                       | 18.º Viacheslav Yekímov | 25.º Viacheslav Yekímov |
| 1996 | -                       | 21.º Viacheslav Yekímov | -                       |
| 1997 | -                       | 13.º Peter Luttenberger | 65.º Koos Moerenhout    |
| 1998 | -                       | 5.º Michael Boogerd     | 49.º Michael Boogerd    |
| 1999 | -                       | 56.º Michael Boogerd    | 20.º Niki Aebersold     |
| 2000 | 68.º Niki Aebersold     | 24.º Grischa Niermann   | -                       |
| 2001 | -                       | 10.º Michael Boogerd    | 31.º Beat Zberg         |
| 2002 | 17.º Michael Boogerd    | 12.º Michael Boogerd    | -                       |
| 2003 | -                       | 28.º Grischa Niermann   | 7.º Michael Rasmussen   |
| 2004 | -                       | 14.º Michael Rasmussen  | 48.º Thorwald Veneberg  |
| 2005 | 21.º Aleksandr Kolobnev | 7.º Michael Rasmussen   | 2.º Denís Menshov       |
| 2006 | 53.º Theo Eltink        | 5.º Denís Menshov       | 24.º Theo Eltink        |
| 2007 | 48.º Michael Rasmussen  | 12.º Michael Boogerd    | 1.º Denís Menshov       |
| 2008 | 5.º Denís Menshov       | 4.º Denís Menshov       | 7.º Robert Gesink       |
| 2009 | 1.º Denís Menshov       | 54.º Grischa Niermann   | 6.º Robert Gesink       |
| 2010 | 12.º Bauke Mollema      | 5.º Robert Gesink       | 39.º Denís Menshov      |
| 2011 | 8.º Steven Kruijswijk   | 33.º Robert Gesink      | 3.º Bauke Mollema       |
| 2012 | 30.º Tom Slagter        | 28.º Laurens ten Dam    | 6.º Robert Gesink       |
| 2013 | 16.º Wilco Kelderman    | 6.º Bauke Mollema       | 52.º Bauke Mollema      |
| 2014 | 7.º Wilco Kelderman     | 9.º Laurens ten Dam     | 14.º Wilco Kelderman    |
| 2015 | 7.º Steven Kruijswijk   | 6.º Robert Gesink       | 37.º George Bennett     |
| 2016 | 4.º Steven Kruijswijk   | 32.º Wilco Kelderman    | 10.º George Bennett     |
| 2017 | 23.º Stef Clement       | 38.º Primož Roglič      | 9.º Steven Kruijswijk   |
| 2018 | 8.º George Bennett      | 4.º Primož Roglič       | 4.º Steven Kruijswijk   |
| 2019 | 3.º Primož Roglič       | 3.º Steven Kruijswijk   | 1.º Primož Roglič       |
| 2020 | Ab.                     | 2.º Primož Roglič       | 1.º Primož Roglič       |
| 2021 | 9.º Tobias Foss         | 2.º Jonas Vingegaard    | 1.º Primož Roglič       |
| 2022 | 20.º Sam Oomen          | 1.º Jonas Vingegaard    | 30.º Sam Oomen          |
| 2023 | 1.º Primož Roglič       | 1.º Jonas Vingegaard    | 1.º Sepp Kuss           |
| 2024 | 22.º Attila Valter      | 2.º Jonas Vingegaard    | 14.º Sepp Kuss          |
| 2025 | 1.º Simon Yates         | 2.º Jonas Vingegaard    | Bandera de ?            |

## Equipo filial
El Belkin cuenta con una escuadra en la categoría Continental, plagada de jóvenes corredores, sobre todo neerlandeses, que ha venido sirviendo para nutrir al equipo UCI ProTeam en las últimas temporadas. Se trata del Rabobank Continental Team (Código UCI: RB3), anteriormente llamado Rabobank Continental, Rabobank GS3 o Rabobank TT3 (aunque su nombre oficial también fuese Rabobank). Incluso corredores de este equipo, hasta el año 2010, han estado compitiendo bajo el nombre de Rabobank en competiciones de mountain bike y ciclocross como lo fue el caso de Lars Boom entre otros.

## Otros equipos
A partir de 2010 creó sendos equipos de mountain bike y ciclocrós llamados Rabobank-Giant Offroad Team.

## Equipación
En construcción.
| Kwantum Hallen (1984-1985) | Superconfex Kwantum Yoko (1987-1988) | Buckler Colnago (1990-1992) | Worldperfect Colnago (1993-1994) | Novell Software Decca (1995) | Rabobank (1996-2000) |

| Rabobank (2005-2008) | Rabobank (2009-2010) | Rabobank (2011-2012) | Blanco (2013-2014) | Belkin (2013-2014) | LottoNL Jumbo (2015) |

| LottoNL Jumbo (2016) | LottoNL Jumbo (2017) | LottoNL Jumbo (2018) | Jumbo Visma (2019) | Jumbo Visma (2021) | Jumbo Visma (2020, 2022-23) |

## Material ciclista

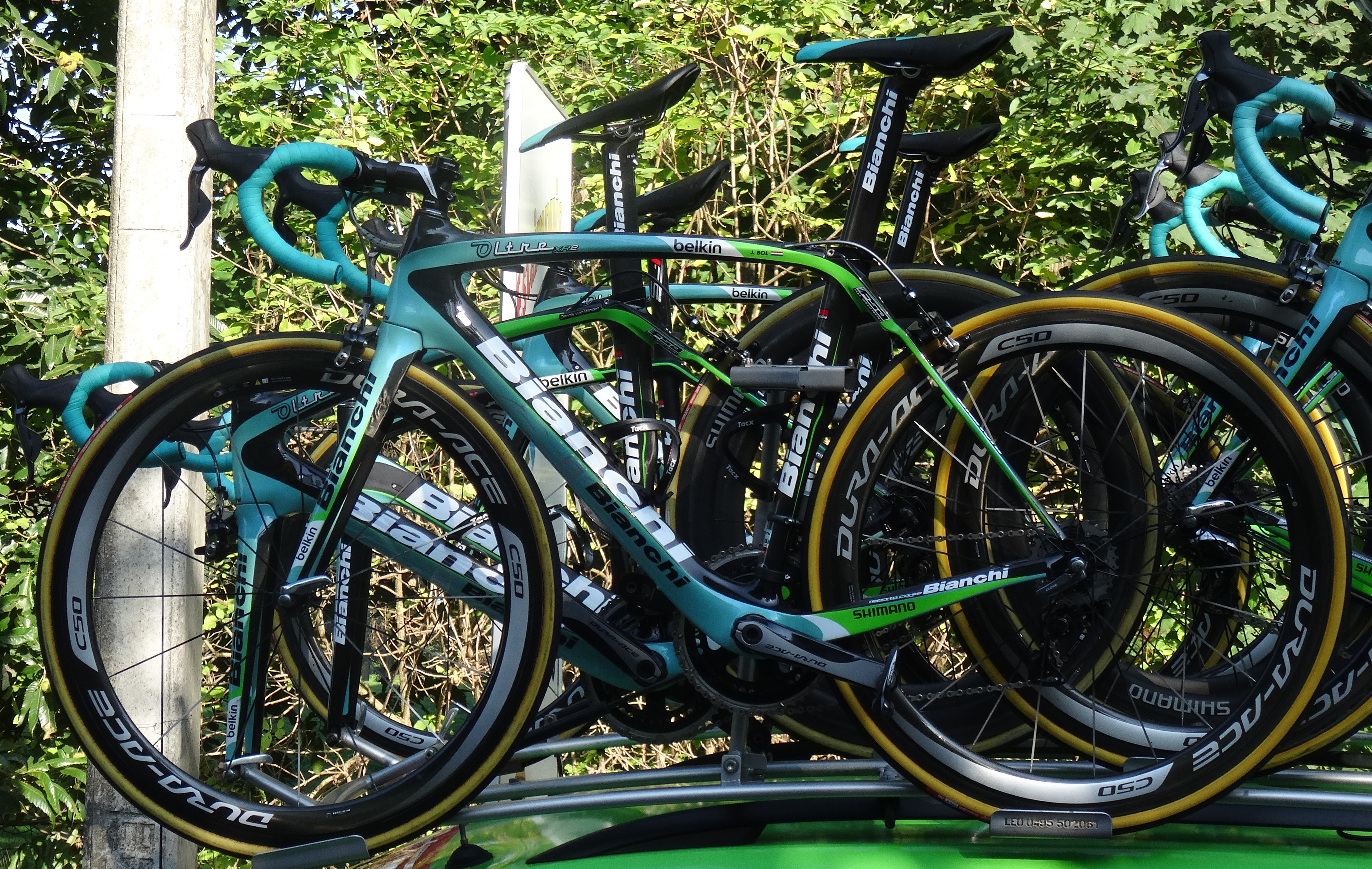
Bicicletas del equipo en el Tour de Eurométropole 2014.

Actualmente utiliza bicicletas de la marca Cervélo, con los componentes de Sram y equipamiento deportivo de S-phyre. Anteriormente utilizó bicicletas de la marca Bianchi, Colnago y Giant (2009-2013).

## Clasificaciones UCI
La Unión Ciclista Internacional elaboraba el Ranking UCI de clasificación de los ciclistas y equipos profesionales.
Del año 1996 a 1998, la clasificación del equipo y de su ciclista más destacado fue la siguiente:
| Año  | Clasificación por equipos | Mejor corredor en la clasificación individual | Posición |
| 1996 | 11.º                      | Rolf Sørensen                                 | 25.º     |
| 1997 | 6.º                       | Rolf Sørensen                                 | 19.º     |
| 1998 | 3.º                       | Michael Boogerd                               | 5.º      |

A partir de 1999 y hasta 2004 la UCI estableció una clasificación por equipos divididos en tres categorías (primera, segunda y tercera). La clasificación del equipo y de su ciclista más destacado fue la siguiente:
| Año  | Categoría | Clasificación por equipos | Mejor corredor en la clasificación individual | Posición |
| 1999 | Primera   | 2.º                       | Michael Boogerd                               | 2.º      |
| 2000 | Primera   | 6.º                       | Erik Dekker                                   | 17.º     |
| 2001 | Primera   | 3.º                       | Michael Boogerd                               | 7.º      |
| 2002 | Primera   | 9.º                       | Michael Boogerd                               | 17.º     |
| 2003 | Primera   | 8.º                       | Michael Boogerd                               | 9.º      |
| 2004 | Primera   | 5.º                       | Óscar Freire                                  | 4.º      |

A partir de 2005 la UCI instauró el circuito profesional de máxima categoría, el UCI ProTour, donde el equipo estuvo desde que se creó dicha categoría. Las clasificaciones del equipo y de su ciclista más destacado son las siguientes:
| Año  | Clasificación por equipos | Mejor corredor en la clasificación individual | Posición |
| 2005 | 3.º                       | Denis Menchov                                 | 14.º     |
| 2006 | 3.º                       | Michael Boogerd                               | 16.º     |
| 2007 | 8.º                       | Óscar Freire                                  | 5.º      |
| 2008 | 10.º                      | Óscar Freire                                  | 23.º     |

Tras discrepancias entre la UCI y los organizadores de las Grandes Vueltas, en 2009 se tuvo que refundar el UCI ProTour en una nueva estructura llamada UCI World Ranking, formada por carreras del UCI World Calendar; y a partir del año 2011 uniéndose en la denominación común del UCI WorldTour. El equipo siguió siendo de categoría UCI ProTour y las clasificaciones son las siguientes:
| Año  | Clasificación por equipos | Mejor corredor en la clasificación individual | Posición |
| 2009 | 9.º                       | Robert Gesink                                 | 10.º     |
| 2010 | 3.º                       | Robert Gesink                                 | 6.º      |
| 2011 | 9.º                       | Robert Gesink                                 | 17.º     |
| 2012 | 8.º                       | Bauke Mollema                                 | 18.º     |
| 2013 | 11.º                      | Bauke Mollema                                 | 17.º     |
| 2014 | 12.º                      | Bauke Mollema                                 | 19.º     |
| 2015 | 14.º                      | Robert Gesink                                 | 41.º     |
| 2016 | 12.º                      | Sep Vanmarcke                                 | 18.º     |
| 2017 | 16.º                      | Primož Roglič                                 | 27.º     |
| 2018 | 10.º                      | Primož Roglič                                 | 11.º     |
| 2019 | 3.º                       | Primož Roglič                                 | 1.º      |
| 2020 | 1.º                       | Primož Roglič                                 | 1.º      |
| 2021 | 3.º                       | Wout van Aert                                 | 2.º      |
| 2022 | 1.º                       | Wout van Aert                                 | 2.º      |
| 2023 | 2.º                       | Jonas Vingegaard                              | 2.º      |

## Palmarés
Para años anteriores, véase Palmarés del Team Visma | Lease a Bike

### Palmarés 2025

#### UCI WorldTour
| Fechas      | Carreras                          | Ganador                    |
| 11 de marzo | 3.ª etapa de la París-Niza (CRE)  | Team Visma \| Lease a Bike |
| 13 de marzo | 4.ª etapa de la Tirreno-Adriático | Olav Kooij                 |
| 16 de marzo | París-Niza                        | Matteo Jorgenson           |
| 24 de marzo | 1.ª etapa de la Volta a Cataluña  | Matthew Brennan            |
| 28 de marzo | 5.ª etapa de la Volta a Cataluña  | Matthew Brennan            |
| 30 de abril | 1.ª etapa de la Tour de Romandía  | Matthew Brennan            |
| 18 de mayo  | 9.ª etapa del Giro de Italia      | Wout van Aert              |
| 22 de mayo  | 12.ª etapa del Giro de Italia     | Olav Kooij                 |
| 1 de junio  | 21.ª etapa del Giro de Italia     | Olav Kooij                 |
| 1 de junio  | Giro de Italia                    | Simon Yates                |
| 14 de julio | 10.ª etapa del Tour de Francia    | Simon Yates                |
| 27 de julio | 21.ª etapa del Tour de Francia    | Wout van Aert              |
| 4 de agosto | 1.ª etapa del Tour de Polonia     | Olav Kooij                 |
| 8 de agosto | 5.ª etapa del Tour de Polonia     | Matthew Brennan            |

#### UCI ProSeries
| Fechas        | Carreras                                  | Ganador          |
| 8 de febrero  | 1.ª etapa del Tour de Omán                | Olav Kooij       |
| 11 de febrero | 4.ª etapa del Tour de Omán                | Olav Kooij       |
| 23 de febrero | 5.ª etapa de la Vuelta al Algarve (CRI)   | Jonas Vingegaard |
| 23 de febrero | Vuelta al Algarve                         | Jonas Vingegaard |
| 20 de marzo   | Gran Premio de Denain                     | Matthew Brennan  |
| 14 de mayo    | 1.ª etapa de los Cuatro Días de Dunkerque | Axel Zingle      |
| 30 de mayo    | 2.ª etapa del Tour de Noruega             | Matthew Brennan  |
| 1 de junio    | 4.ª etapa del Tour de Noruega             | Matthew Brennan  |
| 1 de junio    | Tour de Noruega                           | Matthew Brennan  |

#### Circuitos Continentales UCI
| Fechas      | Circuito             | Carreras                                  | Ganador           |
| 28 de marzo | UCI Europe Tour 2025 | 4.ª etapa de la Settimana Coppi e Bartali | Ben Tulett        |
| 29 de marzo | UCI Europe Tour 2025 | Settimana Coppi e Bartali                 | Ben Tulett        |
| 8 de agosto | UCI Europe Tour 2025 | 3.ª etapa del Tour de l'Ain               | Cian Uijtdebroeks |
| 8 de agosto | UCI Europe Tour 2025 | Tour de l'Ain                             | Cian Uijtdebroeks |

#### Campeonatos nacionales
| Fechas | Carreras | Ganador |

## Plantilla
Para años anteriores, véase Plantillas del Team Visma | Lease a Bike

### Plantilla 2025
| Corredor           | Nacimiento | Nacionalidad   | Equipo 2024                            |
| Edoardo Affini     | 24/06/1996 | Italia         | Team Visma \| Lease a Bike             |
| Niklas Behrens     | 06/11/2003 | Alemania       | Lidl-Trek Future Racing                |
| Tiesj Benoot       | 11/03/1994 | Bélgica        | Team Visma \| Lease a Bike             |
| Matthew Brennan    | 06/08/2005 | Reino Unido    | Team Visma \| Lease a Bike Development |
| Victor Campenaerts | 28/10/1991 | Bélgica        | Lotto Dstny                            |
| Thomas Gloag       | 13/09/2001 | Reino Unido    | Team Visma \| Lease a Bike             |
| Tijmen Graat       | 10/01/2003 | Países Bajos   | Team Visma \| Lease a Bike Development |
| Per Strand Hagenes | 10/07/2003 | Noruega        | Team Visma \| Lease a Bike             |
| Menno Huising      | 08/04/2004 | Países Bajos   | Team Visma \| Lease a Bike Development |
| Matteo Jorgenson   | 01/07/1999 | Estados Unidos | Team Visma \| Lease a Bike             |
| Wilco Kelderman    | 25/03/1991 | Países Bajos   | Team Visma \| Lease a Bike             |
| Olav Kooij         | 17/10/2001 | Países Bajos   | Team Visma \| Lease a Bike             |
| Steven Kruijswijk  | 07/06/1987 | Países Bajos   | Team Visma \| Lease a Bike             |
| Sepp Kuss          | 13/09/1994 | Estados Unidos | Team Visma \| Lease a Bike             |
| Christophe Laporte | 11/12/1992 | Francia        | Team Visma \| Lease a Bike             |
| Bart Lemmen        | 14/10/1995 | Países Bajos   | Team Visma \| Lease a Bike             |
| Daniel McLay       | 03/01/1992 | Reino Unido    | Arkéa-B&B Hotels                       |
| Jørgen Nordhagen   | 10/01/2005 | Noruega        | Team Visma \| Lease a Bike Development |
| Anton Schiffer     | 01/09/1999 | Alemania       | Bike Aid                               |
| Ben Tulett         | 25/08/2001 | Reino Unido    | Team Visma \| Lease a Bike             |
| Cian Uijtdebroeks  | 28/02/2003 | Bélgica        | Team Visma \| Lease a Bike             |
| Attila Valter      | 12/06/1998 | Hungría        | Team Visma \| Lease a Bike             |
| Wout van Aert      | 15/09/1994 | Bélgica        | Team Visma \| Lease a Bike             |
| Dylan van Baarle   | 21/05/1992 | Países Bajos   | Team Visma \| Lease a Bike             |
| Loe van Belle      | 24/01/2002 | Países Bajos   | Team Visma \| Lease a Bike             |
| Tosh Van der Sande | 28/11/1990 | Bélgica        | Team Visma \| Lease a Bike             |
| Julien Vermote     | 26/07/1989 | Bélgica        | Team Visma \| Lease a Bike             |
| Jonas Vingegaard   | 10/12/1996 | Dinamarca      | Team Visma \| Lease a Bike             |
| Simon Yates        | 07/08/1992 | Reino Unido    | Team Jayco AlUla                       |
| Axel Zingle        | 18/12/1998 | Francia        | Cofidis                                |

1. ↑  Desde el 1 de octubre.